# ゾンド7号
ゾンド7号（ゾンド7ごう、ロシア語:Зонд-7、英語:Zond 7）は、1969年にソビエト連邦によって打ち上げられた宇宙船。月に接近したのちに地球に帰還した。人が乗れるように設計されていたが、試験飛行のため無人だった。ゾンド7号は、L1計画のために設計されたソユーズ7K-L1型宇宙船の4回目の飛行だった。

## 概要
ソ連はアメリカのアポロ計画に対して、L1計画とL3計画という二つの計画を構想していた。L1計画の目的の月接近飛行はアポロ8号によって、L3計画の目的の月着陸はアポロ11号によって、それぞれ先に達成されてしまったが（特にアポロ11号はゾンド7号打ち上げのわずか3週間前に有人月着陸を達成していた）、計画は引き続き進められることになった。
1969年8月7日、ゾンド7号はバイコヌール宇宙基地よりプロトンロケットで打ち上げられた。宇宙船は宇宙待機軌道に投入され、続いてロケットの地球周回軌道脱出ステージを点火して月へ向かう軌道に乗った。用を成した脱出ステージは切り離された。月へ向かう途中には地球の撮影を行った。
8月11日、ゾンド7号は月まで1984.6kmの距離に接近し、二回に分けて月の撮影を行った。宇宙船のは月の引力によって軌道を変え、地球へ帰還する軌道に乗った。8月14日、ゾンド7号は大気圏に突入し、予定の着陸地域であるカザフスタンのコスタナイ近郊に軟着陸した。